# Кабатня
Кабатня́ — село в Україні, у Іллінецькій міській громаді Вінницького району Вінницької області.

## Історія
12 червня 2020 року, відповідно до розпорядження Кабінету Міністрів України № 707-р «Про визначення адміністративних центрів та затвердження територій територіальних громад Вінницької області» село увійшло до складу Іллінецької міської громади.
19 липня 2020 року, в результаті адміністративно-територіальної реформи та ліквідації Іллінецького району, село увійшло до складу Вінницького району.

## Символіка
Затверджена 18 липня 2018 р. рішенням № 646 XXXIV сесії міської ради VIII скликання. Автори — В. М. Напиткін, К. М. Богатов, Т. М. Івашківська.

### Герб
У зеленому щиті в косий хрест покладені срібні шабля і коса, поверх яких золота дворучна пилка в балку. Герб вписаний в золотий декоративний картуш і увінчаний золотою сільською короною. Унизу картуша напис «КАБАТНЯ».
Символіка означає військове (шабля), сільськогосподарське (коса) та промислове (пилка як символ деревообробки) минуле.

### Прапор
На зеленому квадратному полотнищі в діагональний хрест покладені білі шабля і коса, поверх яких горизонтально покладена жовта дворучна пилка.